# Ладислав Женишек
Ладислав Женишек (чеськ. Ladislav Ženíšek, нар. 7 березня 1904, Прага, Австро-Угорщина — пом. 15 травня 1985) — чехословацький футболіст, захисник. Срібний призер чемпіонату світу 1934. По завершенні ігрової кар'єри — футбольний тренер.

## Клубна кар'єра
Народився 7 березня 1904 року в Празі. Вихованець футбольної школи клубу ЧАФК з празького району Виногради. З 1924 року виступав за «Вікторію» (Жижков). У 1927 переїхав до США, грав за команду «Спарта» з Чикаго. Після повернення до Чезхословаччини отримав запрошення від «Славії». У складі празького клуба провів шість сезонів і п'ять разів здобував перемоги в національній лізі. Всього в складі «Славії» зіграв 265 матчів. Завершив виступи у складі «Вікторії» (1937—1938).
Вважався дуже жорстким і темпераментним захисником.

## Виступи за збірну
За національну збірну дебютував 17 січня 1926 року. У Турині чехословацькі футболісти програли збірній Італії (1:3). На чемпіонаті світу Ладислав Женишек був гравцем основного складу. За відмінну гру отримав прізвисько «Чеський лев». Всього за збірну Чехословаччини провів 22 матчі (1926–1935).

## Тренерська діяльність
Під час другої світової війни розпочав тренерську діяльність. Очолював «Богеміанс» (Прага), «Вікторію» (Жижков), «Вітковіце» (Острава) і АТК (Прага). З 1950 по 1951 був головним тренером збірної Чехословаччини. Під його керівництвом національна команда провела шість матчів: три перемоги, дві нічиї й одна поразка.
Помер 15 травня 1985 року на 82-му році життя.

## Досягнення
- Віце-чемпіон світу (1): 1934
- Чемпіон Чехословаччини (5): 1930, 1931, 1933, 1934, 1935
- Фіналіст кубка Мітропи (1): 1929

## Статистика виступів у збірній
| №  | Дата       | Місто     | Суперник   | Рахунок |
| -- | ---------- | --------- | ---------- | ------- |
| 1  | 17.01.1926 | Турин     | Італія     | 1 : 3   |
| 2  | 13.06.1926 | Стокгольм | Швеція     | 2 : 2   |
| 3  | 03.07.1926 | Прага     | Швеція     | 4 : 2   |
| 4  | 28.09.1926 | Прага     | Австрія    | 1 : 2   |
| 5  | 28.10.1926 | Прага     | Італія     | 2 : 1   |
| 6  | 15.09.1929 | Відень    | Австрія    | 1 : 2   |
| 7  | 06.10.1929 | Прага     | Швейцарія  | 5 : 0   |
| 8  | 12.01.1930 | Лісабон   | Португалія | 0 : 1   |
| 9  | 23.03.1930 | Прага     | Австрія    | 2 : 2   |
| 10 | 01.05.1930 | Прага     | Угорщина   | 1 : 1   |
| 11 | 11.05.1930 | Коломб    | Франція    | 3 : 2   |
| 12 | 12.04.1931 | Відень    | Австрія    | 1 : 2   |
| 13 | 17.04.1932 | Цюрих     | Швейцарія  | 1 : 5   |
| 14 | 29.04.1934 | Прага     | Угорщина   | 2 : 2   |
| 15 | 16.05.1934 | Прага     | Англія     | 2 : 1   |
| 16 | 27.05.1934 | Трієст    | Румунія    | 2 : 1   |
| 17 | 31.05.1934 | Турин     | Швейцарія  | 3 : 2   |
| 18 | 10.06.1934 | Рим       | Італія     | 1 : 2   |
| 19 | 02.09.1934 | Прага     | Югославія  | 3 : 1   |
| 20 | 23.09.1934 | Відень    | Австрія    | 2 : 2   |
| 21 | 14.10.1934 | Женева    | Швейцарія  | 2 : 2   |
| 22 | 14.04.1935 | Прага     | Австрія    | 0 : 0   |